# Karl von Einem
Karl Wilhelm Georg August von Einem genannt von Rothmaler (1 de enero de 1853-7 de abril de 1934) fue el comandante del 3.º Ejército alemán durante la Primera Guerra Mundial y sirvió como Ministro prusiano de Guerra responsable de parte del rearme militar de Alemania antes del estallido de la guerra.

## Biografía
Nacido en Herzberg am Harz, Einem sirvió en el Ejército prusiano en gran parte de su vida y fue elegido Ministro de Guerra en 1903. Durante los seis años de servicio, Einem supervisó la reorganización del Ejército alemán y la construcción del armamento militar pesado en preparación de la guerra moderna, específicamente la introducción de la metralleta y la artillería pesada moderna.
En 1909, Einem fue seleccionado como comandante del VII Cuerpo bajo el mando del 2.º Ejército del General Karl von Bülow, posteriormente tomando parte de la Primera batalla del Marne poco después de la entrada de Alemania en la I Guerra Mundial en agosto de 1914.
Asignado en Francia, Einem sucedió al General Max von Hausen como comandante del 3.º Ejército en septiembre de 1914. Repulsando con éxito la ofensiva francesa de Champagne-Marne de febrero-marzo y de septiembre-noviembre de 1915 respectivamente, Einem tomaría parte en todas las tres Batallas del Aisne y sostendría al 4.º Ejército del General Anthoine (a las órdenes del Grupo de Ejércitos Centro del General Philippe Petain) durante la Segunda Batalla del Aisne como parte de la ofensiva de Nivelle del 16 de abril al 15 de mayo de 1917.
Unidades del ala derecha de Einem también participarían en la ofensiva Champagne-Marne del General Erich Ludendorff entre el 15 y el 17 de julio de 1918 dando apoyo al flanco oriental del 1.º Ejército alemán. Después de sufrir graves pérdidas en batalla con la Fuerza Expedicionaria aliada del General John J. Pershing entre el 26 de septiembre y el 11 de noviembre en la ofensiva Meuse-Argonne, fue obligado a retirarse dirección norte poco antes del fin de la guerra. El 10 de noviembre de 1918, solo un día antes de la declaración del Armisticio, el mando del Grupo de Ejércitos Príncipe Guillermo al mando del Príncipe Guillermo cayó en manos de Einem quien supervisaría la desmovilización de Alemania. Retirado del Ejército en 1919, Einem vivió su retiro en Mülheim hasta su muerte el 7 de abril de 1934.

## Reconocimientos
- Orden del Águila Negra con Cadena
- Orden del Águila Roja, 2.ª clase con Hojas de Roble y Corona
- Orden de la Corona, 2.ª clase con Estrella (Prusia)
- Estrella de Comandante de la Real Orden de Hohenzollern con espadas
- Caballero de Justicia de la Orden de San Juan (Bailiazgo de Brandeburgo)
- Cruz de Hierro (1870), 2.ª clase con cinta negra
- Cruz de Hierro (1914), 1.ª clase
- Pour le Mérite (16 de marzo de 1915), Hojas de Roble añadidas el 17 de octubre de 1916
- Comandante de Primera Clase de la Orden Militar de San Enrique (15 de octubre de 1918)